# Moulin de Mervé
Le moulin de Mervé est un moulin fortifié du XVe siècle situé à Luché-Pringé, dans le département de la Sarthe, en France.

## Historique

### Des origines de Mervé à la Révolution

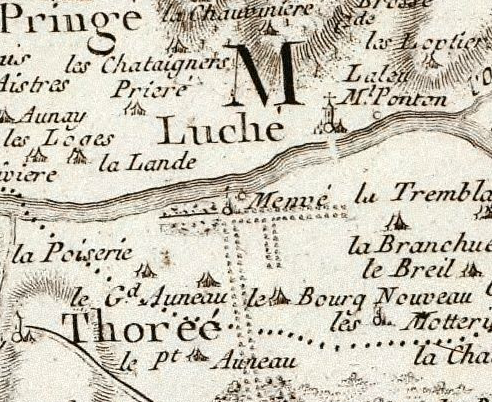
Localisation de Mervé sur la carte de l'évêché du Mans éditée par Hubert Jaillot en 1711.

Les origines de Mervé remontent au Moyen Âge, à l'époque où un château-fort entouré de douves alimentées par le Loir fut établi sur le site. Mis à sac durant la Révolution, il est abandonné au début du XVIIIe siècle. Au XIVe siècle, Mervé devient la propriété de la famille de Clermont-Gallerande, à la suite du mariage de l'héritière des seigneurs de Mervé avec Jean II de Clermont-Gallerande. Un moulin fortifié est construit au cours du XVe siècle sur la rive gauche du Loir, à proximité du château-fort. Dès 1467, les seigneurs de Mervé rendaient aveu aux comtes du Lude pour leur terre de Mervé. Cette terre est reliée à celle de Gallerande jusqu'en 1711, date à laquelle Charles-Léonor de Clermont vend le château de Mervé à Henry Fontaine de la Crochinière, inspecteur général des fermes au pays d'Anjou, qui en prend le nom.

### Période contemporaine
La petite fille d'Henry Fontaine, propriétaire du château, se marie à un membre de la famille de la Motte d'Aubigné, gentilhomme de Bretagne et commandant de la milice bourgeoise de La Flèche. Ils émigrent avec leurs deux fils dans les premières années de la Révolution. L'un d'eux, M. de la Motte-Mervé, se distingue dans l'armée catholique et royale du Maine, commandée par le comte Louis de Bourmont, avant de mourir au combat lors de la bataille du Mans en 1799. Le château de Mervé est vendu comme bien national et ses biens sont dispersés. Revenus d'émigration, les la Motte parviennent à racheter le château. Devant l'ampleur des travaux de restauration que nécessite l'édifice, la construction d'un nouveau logis est décidée pour remplacer le vieux château-fort. De forme rectangulaire, il est flanqué par quatre tours d'angles rondes. Au cours du XIXe siècle, le château passe successivement, au gré des mariages, dans les familles de Follin, de Carcaradec et de Ruillé. Le moulin de Mervé fait l'objet d'une inscription à l'inventaire supplémentaire des monuments historiques le 22 décembre 1927.
Pendant la Seconde Guerre mondiale, le château est occupé par les Allemands, qui y installent le siège local de l'Organisation Todt. À leur départ en 1944, les Allemands incendient le château. En ruine, le logis n'est pas restauré, puis est définitivement rasé en 1989.

## Description
Le moulin de Mervé est situé à 1 kilomètre au sud-ouest de la commune de Luché-Pringé, sur la rive gauche du Loir. Construit à la Renaissance, il est établi sur un soubassement en forme d'étrave de navire, et flanqué d'une tour en encorbellement à mâchicoulis surmontée d'un toit en poivrière. Le moulin conserve l'une de ses deux roues à aubes datant du XVe siècle.
En novembre 2013, les propriétaires du moulin reçoivent le 15e prix de sauvegarde des Vieilles maisons françaises pour les travaux de restauration engagés sur l'édifice.